# Miyabe Nagafusa
Pour les articles homonymes, voir Miyabe.
Miyabe Nagafusa est un nom japonais traditionnel ; le nom de famille (ou le nom d'école), Miyabe, précède donc le prénom (ou le nom d'artiste).
Miyabe Nagafusa (宮部 長房, 1581-6 janvier 1635) est un samouraï et daimyo, fils de Miyabe Tsugimasu qui prend la tête du clan Miyabe à la fin de l'époque Sengoku du Japon féodal. Après sa mort, il reçoit le nom de « Miyabe Nagahiro » (宮部 長煕).

## Source de la traduction
- (en) Cet article est partiellement ou en totalité issu de l’article de Wikipédia en anglais intitulé « Miyabe Nagafusa » (voir la liste des auteurs).